# Echoes of Silence
Echoes of Silence è il terzo mixtape del cantante canadese The Weeknd, pubblicato il 21 dicembre 2011.

## Descrizione
Il disco rappresenta l'ultimo capitolo della trilogia di mixtape pubblicati dall'artista nel 2011 ed è composto da nove brani, tra cui una reinterpretazione di Dirty Diana di Michael Jackson intitolata semplicemente D.D..

## Promozione
Echoes of Silence è stato distribuito per il download gratuito attraverso il sito ufficiale dell'artista. Un anno più tardi, precisamente il 13 novembre 2012, il disco è stato ripubblicato in edizione rimasterizzata all'interno della raccolta Trilogy, che racchiude anche gli altri due mixtape pubblicati da The Weeknd nel 2011, House of Balloons e Thursday.

## Tracce
1. D.D. – 4:34 (Michael Jackson) – originariamente interpretata da Michael Jackson
2. Montreal – 4:11 (Abel Tesfaye, Carlo Montagnese, France Gall)
3. Outside – 4:19 (Abel Tesfaye, Carlo Montagnese, Ahmad Balshe, Madeline Follin, Ryan Mattos)
4. XO/The Host – 7:24 (Abel Tesfaye, Carlo Montagnese)
5. Initiation – 4:21 (Abel Tesfaye, Martin Wong, Carlo Montagnese, Georgia Anne Muldrow)
6. Same Old Song – 5:12 (Abel Tesfaye, Carlo Montagnese)
7. The Fall – 5:46 (Abel Tesfaye, Michael Volpe, Carlo Montagnese)
8. Next – 6:02 (Abel Tesfaye, Carlo Montagnese, Martin Wong)
9. Echoes of Silence – 4:00 (Abel Tesfaye, Carlo Montagnese)

Traccia bonus nella riedizione del 2015
1. Till Dawn (Here Comes the Sun) – 5:19 (Abel Tesfaye, Doc McKinney, Carlo Montagnese)

## Formazione
- The Weeknd – voce
- Illangelo – produzione, missaggio, strumentazione
- Patrick Greenaway – chitarra (traccia 4)
- Dropxlife – produzione e strumentazione (traccia 5)
- Juicy J – voce aggiuntiva (traccia 6)
- Clams Casino – produzione e strumentazione (traccia 7)

## Classifiche
| Classifica (2025) | Posizione massima |
| ----------------- | ----------------- |
| Grecia            | 45                |